# Erdélyi Krónika
Az Erdélyi Krónika történelmi portál 2017 januárjában indult. A portál célja, hogy az online, digitális lehetőségeket kihasználva, új, szakszerű és közérthető cikkekkel járuljon hozzá Erdély történelmének megismertetéséhez, valamint a régió számos szempontból még ismeretlen múltjának népszerűsítéséhez. A portál a szakmabélieket is új megfogalmazásokra, megközelítésekre ösztönzi, őket támogatja, fejleszti és sokszínűségüket építi, emellett a laikusokhoz, hobbitörténészekhez, s úgy általában: minden érdeklődőhöz úgy tudja közel hozni a történelmet, hogy az érthető, élvezhető, érdekes és befogadható legyen. Az Erdélyi Krónika vállaltan olyan anyagokat tesz közzé, amelyek erdélyiekről, erdélyi tájakról, közösségről, múltról, történelemről szólnak.

## Története
Az Erdélyi Krónika kezdeményezője és alapítója Fazakas László történész. Az alapötlet egy szintén általa indított blog, a Kolozsvári Krónika alapján született meg. 

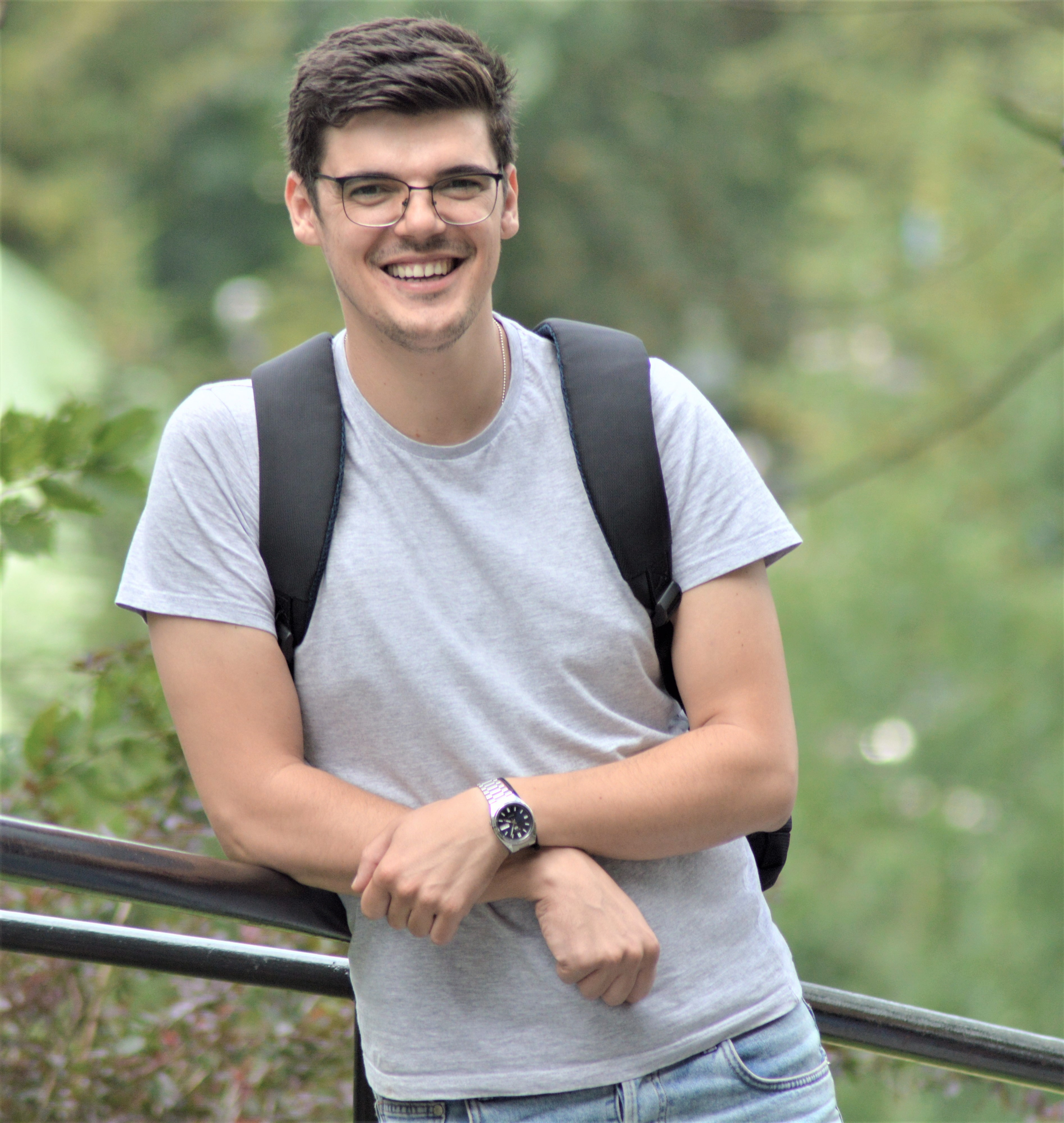
Fazakas László történész, az Erdélyi Krónika alapítója és főszerkesztője

Az Erdélyi Krónika kínálata eléggé változatos, a portálon találhatók ókorral, középkorral, újkorral és jelenkorral foglalkozó témák.  A négy nagy történelmi korszak írásain túl az erdélyi múlt iránt érdeklődő közönség olvashat történelmi életrajzokat és portrékat, szakmabeliekkel készült interjúkat, recenziókat.
Az Erdélyi Krónika webes felületet letisztult, átlátható, egyszerűen kezelhető, de ugyanakkor színes és érdekfeszítő is. A lap szerkezeti felépítésénél a legfontosabb szempont az átláthatóság volt. Ennek megfelelően van egy tematikus felosztás, amelyen belül a fontosabb rovatok közül lehet válogatni: politika, gazdaság, társadalom, sajtótörténet, várostörténet, egyháztörténet, művészettörténet, portré.
A weblapon és Facebookon elérhető Erdélyi Krónika kapcsolatot teremt a történészgenerációk között, nyit a fiatalok felé a közösségi oldalakon, és lehetőséget teremt az egyetemi hallgatók számára is egy-egy cikk, esszé, dolgozat közlésére is. Egy fiatal egyetemi hallgató a következőképpen fogalmazott erről: „A legfontosabb eredménynek én mégis a szakmai utánpótlás kinevelését, segítését tartom, hiszen az Erdélyi Krónika egy tág publikálási felületet biztosít az egyetemi hallgatók, doktoranduszok, fiatal kutatók részére.”
A honlapon megjelent cikkeket a Magyar Tudományos Művek Tára is jegyzi.
2017-ben az oldalnak mintegy 30 ezer egyéni látogatója volt, ezek 64%-a Romániából, 29%-a Magyarországról jelentkezett be. További rendszeres olvasók találhatók az Egyesült Államokban, Németországban, Kanadában, Ausztriában. Két éves fennállása óta az Erdélyi Krónika honlapját 62 ezer egyéni látogató mintegy 125 ezer alkalommal látogatta, ezzel a legnépszerűbb erdélyi történelmi portál lett. Facebook oldalát több mint hatezren követik rendszeresen.
Az Erdélyi Krónika 2022 januárjában ünnepelte ötödik születésnapját. Öt év alatt a portál felületén 332 cikk és bejegyzés jelent meg, melyek összesen 335 ezer megtekintést produkáltak. Egy cikk tehát átlagosan ezer megtekintéssel rendelkezik.

## Szerkesztőség[14]
Főszerkesztő: Fazakas László 

Felelős szerkesztő: Fodor János

Szerkesztők: Ferenczi Szilárd, Gál Zsófia, Kovács Szabolcs, Olosz Levente, Tóth Gödri Iringó, Tőtős Áron

Közösségi média: Forró-Bathó Ákos

Tanácsadó testület: Gidó Attila, Kovács Zsolt, Kovács Kiss Gyöngy, L. Balogh Béni, Nagy Róbert, Novák Csaba Zoltán, Pál Judit, Romsics Ignác

Korrektor: Tamás Csilla
2018 óta egyesületként is működik: Alapítók: Fazakas László, Ferenczi Szilárd, Fodor János, Gál Zsófia. Elnök: Fodor János. Alelnök: Fazakas László, Ferenczi Szilárd. Titkár: Gál Zsófia. Székhely: 400486 Kolozsvár, Sólyom utca, 24/A szám.